# Оганесон
Оганесон (Og) трансактиноидски је хемијски елемент. Име је признато од IUPAC-а. Унуноктијум (Uuo), како се звао пре добијања званичног имена, веома је нестабилан. Ово је последњи до сада откривени елемент у стандардном периодном систему елемената. Распада се на елемент 116, он на 114 итд.
Према подацима из марта 2018, оганесон је елемент са највишим атомским бројем и највећом атомском масом од свих елемената који су до данас откривени. У периодном систему елемената налази се у 18. групи елемената по IUPAC-у, члан је 7. периоде и p-блока па се због тога убраја у племените гасове. Раније је био познат и као ека-радон, елемент 118 и унуноктијум. Име је добио по руском хемичару који га је и први синтетисао, Јурију Оганесјану. У периодном систему налази се између елемената 117 (први пут синтетисан 2010. године) и хипотетског 119 (који још није успешно синтетисан). До 2005. године откривена су и доказана само три атома изотопа 294.

## Историја
Први извјештаји о синтези елемената 116 и 118 у Националној лабораторији „Лоренс Беркли” обављени су 1999. године у стручном часопису Physical Review Letters. Наредне године, извештај о открићу елемента 118 је повучен, јер се описани резултати нису слагали са резултатима које су добили други научници покушавајући да репродукују описане експерименте. У јуну 2002. директор лабораторије у Берклију објавио је да су првобитно објављени извјештаји највероватније били засновани на кривотвореним подацима. Сумњало се да је један од сарадника, Виктор Нинов, манипулирао са измереним подацима о распаду изотопа током експеримента. Међутим, Нинов се бранио тиме да су апарати за мерење били у квару и оповргавао је своју кривицу.
Године 2006. поновно су се појавили извештаји о успешној синтези елемента 118. У руском граду Дубна, у оквирима сарадње Заједничког института за нуклеарна истраживања и Националне лабораторије „Лоренс Ливермор”, добијен је елемент 118, бомбардовањем атома калифорнијума јонима калцијума. Елемент је идентификован путем производа његовог алфа-распада.
Синтеза је изгледала овако:
{\displaystyle \mathrm {{}_{\,98}^{249}Cf+{}_{20}^{48}Ca\ \rightarrow \ {}_{118}^{294}Og+3\ _{0}^{1}n} }

### Етимологија
Новооткривени елемент 118 најпре је носио систематски назив унуноктијум (хемијски симбол Uuo). Након званичне потврде открића, његови проналазачи су планирали предложити име московијум за нови елемент, након чега би касније требала уследити званична потврда IUPACа. У неким медијима такав предлог имена новог елемента се већ почео употребљавати. Група научника из САД окупљена око Нинова најпре је предлагала назив гиорсијум у част њиховог колеге Алберта Гиорса, чији радови су били од великог значаја током откривања елемената од 95 до 106. Међутим, након првобитног повлачења открића, њихов предлог је постао превазиђен.
Дана 30. децембра 2015. IUPAC је званично објавила откриће елемента 118, те је право давања имена елементу доделила заједничкој групи која је радила на пројекту. Дана 8. јуна 2016. IUPAC је објавио да је предложен назив оганесон (Og) према презимену вође научног тима руског института и једног од проналазача елемента Јурија К. Оганесјана. Рок за жалбе истекао је 8. новембра 2016. године. Дана 30. новембра 2016. објављено је званично именовање елемента 118, оганесона. Истовремено, објављено је и званично име за елемент 115, московијум (Mc). Наставак -он дат је према аналогији назива раније познатих племенитих гасова из 18. групе ПСЕ (аргон, криптон, ксенон).

## Особине
Изотоп 294 је радиоактиван и са временом полураспада од 0,89  веома краткоживећи. Алфа-распадом оганесон се распада на ливерморијум, који се даље за неколико милисекунди распада на још лакше елементе. Оганесон се убраја у трансактиноиде, док се у хемијском аспекту највероватније убраја у групу племенитих гасова. Међутим, стварно агрегатно стање оганесона у нормалним условима није познато. Оганесон у периодном систему налази се на дијагоналној граници према полуметалима. Халогени елемент астат, који се такође налази на овој дијагонали, јесте у чврстом агрегатном стању, а по изгледу је доста сличан металу. Тежи изотоп 294Og има као и 294 највиши, експериментално доказани, масени број.
О хемијским особинама оганесона до данас нема потврђених експерименталних доказа, пошто је и постојање овог елемента доказано посредним путем на основу његових уобичајених производа распада. На основу релативистичких ефеката, оганесон се можда неће понашати као други племенити гасови. Овакве особине би се можда могле очекивати и од коперницијума (елемент 112). Према другим мишљењима, коперницијум би се могао понашати доста слично живи.
Og би могао бити једини елемент из 18. групе са позитивним афинитетом према електрону, па би стога могао бити и хемијски реактиван. Осим тога, у атому оганесона јављају се изузетно снажне спин-орбиталне интеракције (код 7p валентне орбитале више од 10 eV) које доводе до губитка спољне структуре електронских љуски. То даље доводи до тога да спољни електрони оганесона више личе на униформни електронски гас (Фермијев идеални гас); што би могло узроковати екстремно високу могућност поларизације и релативно високу тачку топљења.